# Búr felkelés
A búr felkelés, amelyet egyes források a vezető után Maritz-felkelésnek, vagy Öt shillinges felkelésnek neveznek (búr nyelven Maritz-rebellie), Dél-Afrikában zajlott, a még 1902-ben leigázott búrok részéről. A második búr háborút követő békeszerződés megszüntette a búrok két államát és beolvasztotta őket a Brit Birodalomba. A háború okozta pusztítást követően a búrok angolok iránti ellenszenve a brit korona alatt létrejövő új állam, a Dél-afrikai Unió létrejötte után is megmaradt. Az ellenszenvet fokozta a miniszterelnök, Louis Botha és Jan Christian Smuts politikája. Az első világháború kitörését követően brit követelésre a Botha vezette kabinet hadat üzent a Német Birodalomnak és csapatokat küldött Német Délnyugat-Afrika elfoglalására. A búrok jelentős része azonban nem támogatta a németek elleni háborút és az angolok iránti ellenszenv miatt nyílt felkelés tört ki 1914. szeptember 15-én.
A  felkelés vezetőjének, Manie Maritz ezredesnek a célja az 1902 előtti búr függetlenség visszaállítása volt, ami nem Oranje és Transvaal államokra oszlott volna, hanem egy egységes dél-afrikai búr köztársaságként (Dél-afrikai Köztársaság (1914–1915)) jött volna létre. A felkelőkhöz rövid időn belül több mint 12 000 ember csatlakozott, köztük több híres tábornok, mint Christiaan de Wet vagy Jan Kemp. A felkelők államuk kikiáltását követően megpróbáltak segítséget kérni a német csapatoktól, de a Dél-Afrikába betörő kis létszámú német alakulat visszavonulásra kényszerült. A felkelést a többszörös túlerőben lévő kormánycsapatok a következő év februárjáig leverték, ennek ellenére a bíróság csak enyhébb büntetéssel és pénzbírsággal sújtotta a felkelésben résztvevőket.

## Előzmények

### A második angol–búr háború

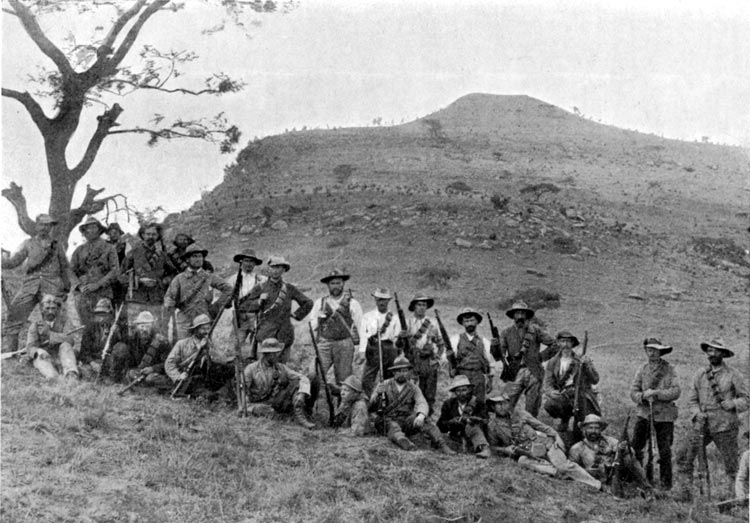
Búr katonák Spion Kopnál

A napóleoni háborúkat követően a Brit Birodalom 1815-ben megszerezte Dél-Afrika nyugati, Hollandia által gyarmatosított részét és hamarosan angol telepesek érkeztek a területre. Az akkor már ott élő holland telepesek (búrok) számára bár az új uralommal együtt néhány gazdasági előny is járt, rossz volt a viszony az akkor már ott élő telepesek és a felettük uralkodó britek között. A búrok neheztelése a britekkel szemben végül ahhoz vezetett, hogy sorra elvándoroltak (a nagy vándorlás- Great Trek).
A telepesek hamarosan, a zulukkal vívott harcokat követően megalapítottak több köztársaságot is, a két legfontosabb a Transvaal Köztársaság és az Oranje Szabadállam volt. A britek bár eleinte elismerték az újdonsült búr államok létét, 1880-ban hadat üzentek a két államnak. Az elkövetkező néhány hónapban több fontosabb ütközetre is sor került, amelyekből minden alkalommal a búr egységek győzedelmeskedtek. A Majuba-hegyi csatában elszenvedett döntő angol vereségtől egyenes út vezetett a O’Neil Cottage-i békéhez. A békeszerződés garantálta Transvaal és Oranje részleges függetlenségét, a búrok pedig a királynő nominális szabályait. A háborút követő években viszont sok gyémánt-lelőhelyet tártak fel a búrok államainak területén és az angol-búr viszony ismét egyre feszültebb lett.
Joseph Chamberlain 1899 szeptemberében ultimátumot adott a búroknak, hogy adják át a területeiket a Brit Birodalomnak, vagy megtámadják őket. Paul Kruger, a Transvaal Köztársaság elnöke is kiadott egy 48 órás ultimátumot, hogy a britek vonják vissza a csapataikat Transvaal határától, majd szövetségesük: az Oranje Szabadállam melléjük állt. A búr államokban ezután nem sokkal a megfelelő életkorú lakosok értesítést kaptak, hogy bármikor álljanak készen a bevonulásra és a harcvonalbeli szolgálatra.
A háború 1899 októberében tört ki. Eleinte a jó helyismerettel rendelkező, jobb taktikát alkalmazó búrok súlyos vereségeket voltak képesek okozni a briteknek, de a britek túlereje lassan leküzdte őket. Colensónál és Spion Kop-nál a búrok győztek, azonban a brit csapatok felmentették az ostromlott Kimberley-t és Ladysmith-set, majd a paardebergi csatában a Piet Cronjé transvaali tábornok 4000 emberével kénytelen volt megadni magát. A háború további szakaszára a búrok részéről a gerilla hadviselés volt jellemző. Ez által akadályozták a britek utánpótlását, szállítását. A háború 1902-ig elhúzódott. Addigra a brit számbeli, technikai fölény végképp felőrölte a búrok ellenállását, emellett a britek koncentrációs táborokba zárták a búr családokat. A két fél közötti vereeniging-i békét követően a két búr köztársaság beolvadt a Brit Birodalomba.

### A Dél-afrikai Unió létrejötte és az ország belpolitikai helyzete a világháború kitörése előtt
A második búr háború következtében a két független búr állam megszűnt. A búr hadseregtől leszerelő katonákat és gerillákat arra eskették fel, hogy a vereeniging-i békeszerződés által szabott feltételeket megtartják, ám egyesek, mint Deneys Reitz megtagadták mindezt, ezért száműzték őket. Sok búr szabadsága elvesztése után önkéntes száműzetésbe vonult, idővel többségük mégis visszatért és felesküdött a béke megőrzésére. Azokat a búrokat, akik feladták a harcot és aláírták a békét bittereinder-nek nevezték el, ami annyit tesz akik keserűen lezárták, s megadták magukat (ezt az elnevezést később azokra akasztották, akik a Maritz-felkelésben nem vettek részt). Sok búr angolok iránti ellenszenve még azután is megmaradt, hogy 1910-ben létrejött a brit korona alatt a független Dél-afrikai Unió. Az ország első miniszterelnöke a búr háború hős, veterán tábornoka, Louis Botha lett. Az állam létrejöttében oroszlánrészt vállaló politikus azonban nem mindenkinek váltotta be a reményeit. A miniszterelnök  ún. „kétfrontos” politikát gyakorolt, azaz az angol párti, valamint a teljes függetlenséget követelő búr „nacionalisták”-nak egyaránt meg akart felelni. Ezzel azonban csak azt érte el, hogy mindkét oldal elégedetlenné vált vele szemben (a legjobban persze a nacionalisták). A formálódó ellenzék vezéralakja Barry Munnik Hertzog lett, akit Botha azért távolított el a kormányából, mert egyre közelebb került a nacionalistákhoz. Hertzog ezt követően nyíltan támadásokat intézett a kormány tevékenysége ellen és híveivel megalapította a Nemzeti Pártot. 1914-re az ország már instabil politikai állapotba került, és Louis Botha kormányának politikája ekkora már maga ellen fordította nemcsak a létrejövő Nemzeti Pártot, hanem a szakszervezeteket, a keményvonalas búr függetlenségpártiakat és a Munkáspártot is. Az ellenzéki támadások legjobban Jan Christian Smutst érték, aki több tárcát is betöltött a kormányban, továbbá harcias és  autokratikus személyisége erős ellenszenvet alakított ki vele szemben. A zűrzavaros állapotok közepette A kormány kétszer volt kénytelen statáriumot bevezetni, miközben a radikálisabb búrok a Német Birodalomhoz kezdtek közeledni.
A második búr háborúban a búrokat fegyverszállítmányokkal támogatták az angolokkal Afrikában is rivalizáló németek, továbbá kb. 1500 német önkéntes is harcolt a búrok mellett. Németország a következő években is erőteljesen támogatta a búrokat erkölcsileg, és világháborút kitörését követően az erős brit-ellenes német agitáció is a búr felkelés kiváltó okai közé sorolható.

## Az első világháború kitörése
1914-ben, Habsburg–Lotaringiai Ferenc Ferdinánd osztrák–magyar trónörökös meggyilkolását követő európai politikai krízis nyílt háborúba csapott át, és kitört az első világháború. A háború kitörését követően a Dél-afrikai Unió egy csapásra háborús területté vált, mivel a szomszédságában feküdt a Német Birodalom egyik legfőbb afrikai gyarmata, Német Délnyugat-Afrika (a mai Namíbia). A brit kormány követeléseket küldött a dél-afrikaiaknak, miszerint haladéktalanul támadják meg a németek délnyugat-afrikai gyarmatát és semmisítsék meg a helyi német katonai erő, a  Schutztruppe egységeit. A britek követeléseinek Botha haladéktalanul eleget tett és a parlament nagy többségének támogatásával az ország belépett a világháborúba.
1914 augusztusában megkezdődött a hadsereg mozgósítása és a katonák ellátmányozásának megszervezése. A támadó erők legfőbb parancsnoka Louis Botha volt, tábornagyi (Field Marshal) rangban. Botha elképzelése az volt, hogy az alakulatoknak először a német gyarmat kikötőit és határátkelőit kell elfoglalniuk, majd a vasúthálózat birtokba vételével végérvényesen elvágják a német csapatokat az utánpótlástól. Ezt követően a dél-afrikai erők túlereje megfelelőképpen érvényesülni tud már és a német csapatok kénytelenek rövid időn belül megadni magukat, a víz és élelemhiány következtében. A németek ellen azonban az erősen németbarát búrok többsége nem akart harcolni és a hadsereg sorai között csakhamar elégedetlenség ütötte fel a fejét. 1914 szeptemberében ennek ellenére a brit és dél-afrikai csapatok megkezdték a hadműveleteiket, elfoglalták Lüderitz kikötőjét, a dél-afrikai katonaság és az észak-rodéziai rendőrség egységei közösen a Caprivi-sávot, továbbá dél-afrikai hadihajók súlyos károkat okoztak Swakopmund kikötőjében.

## A felkelés

### A felkelés kitörése

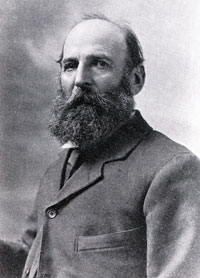
Koos de la Rey

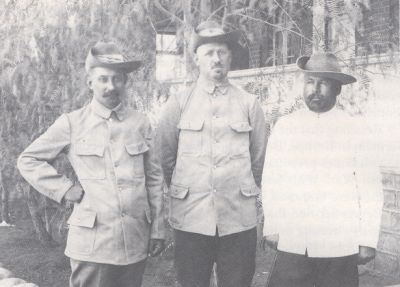
Jan Kemp (balra), egy ismeretlen lázadó és Manie Maritz alezredes (jobbra), a felkelés kirobbantója Német Délnyugat-Afrikában a felkelés idején

Amikor a dél-afrikaiak csatlakoztak a németek elleni háborúhoz, Christiaan Beyers búr nemzetiségű vezérkari főnök lemondott, mivel a háborúban a németek ellen a brit propaganda súlyos szavakkal él, eközben pedig az angolok saját, a búr háborúban elkövetett atrocitásaikról mélyen hallgatnak. Beyers Koos de la Rey-jel és számos egykori búr tiszttel szervezkedni kezdett, ebbe sikerült bevonni Christiaan de Wet illetve Jan Kemp parancsnokokat is. Szeptember 15-én Beyers és de la Rey Potchefstroomba mentek, ahol fegyverraktár és 2000 frissen kiképzett búr katona volt. A látogatás célja nem ismert, talán meg akarták nyerni maguknak az embereket, vagy pedig fellázítani őket és a fegyvereket megszerezni.
Útközben rendőrségi blokkáddal találták szembe magukat. Valójában a rendőrség egy helyi bandát, a Fostereket akarta letartóztatni és tüzet nyitottak a közeledőkre, amelynek következtében de la Rey meghalt. De la Rey halála miatt a szervezkedés megakadt egy időre, de amint a lázadók megtudták, hogy nem lepleződött le a felkelés terve, folytatták a munkálatokat. De la Rey halála pedig csak olaj volt a tűzre, mivel a búrok azt hitték, szándékos gyilkosság áldozata lett. A fellángoló érzelmeket a hatásosan agitáló búr Siener van Rensburg is eredményesen szította rendkívül vitás prófétálásával.
Szeptember 15. így lett a felkelés kezdete. A Német Délnyugat-Afrikában állomásozó Manie Maritz alezredes megtagadta, hogy a németek ellen harcoljon. Felettesei megpróbálták felmenteni tisztségéből, mire október 9-én kiáltvánnyal élt, meghirdetve a felkelést: elutasította a britek faji egyenjogúságról szóló terveit és felszólított a búr szabadság visszaállítására egy új, egységes dél-afrikai fehér köztársaság formájában.

### A Dél-afrikai Köztársaság

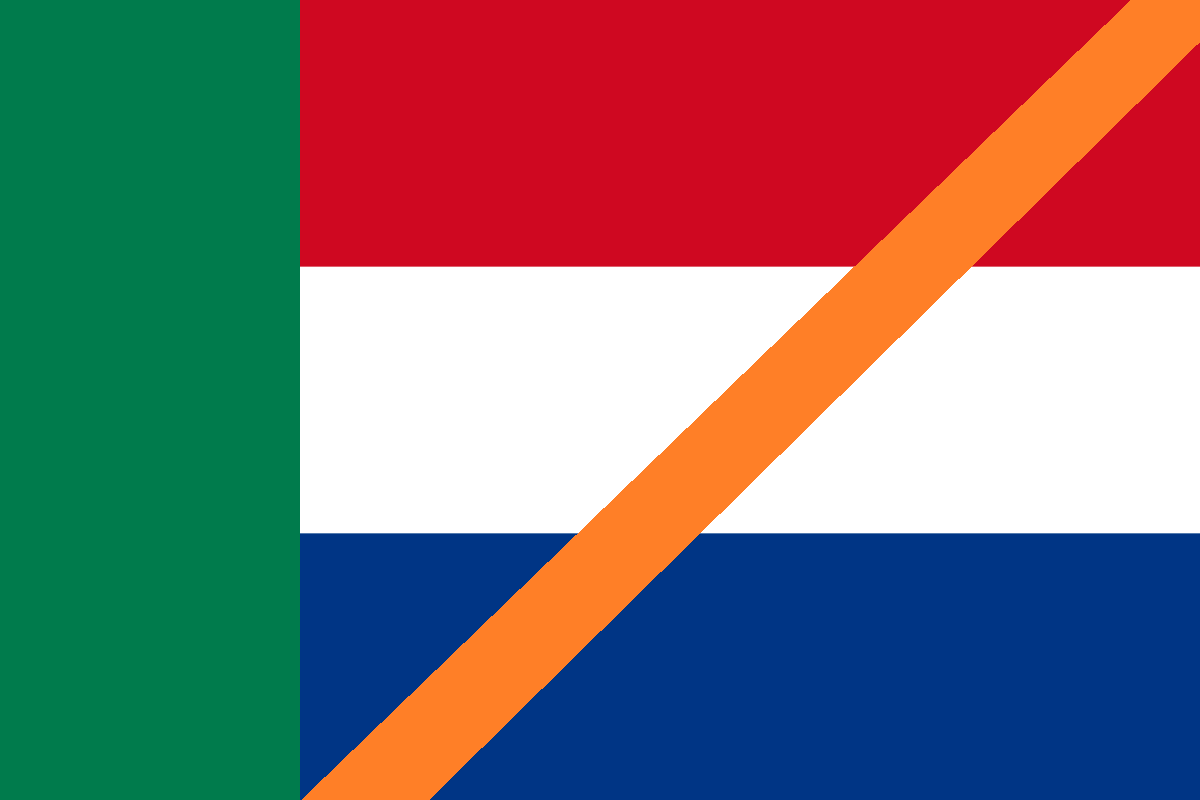
A búrok egyik történelmi állama, a Transvaal Köztársaság zászlaja alapján létrehozott lobogó. Ezt a zászlót használták a lázadók a maguk által kikiáltott Dél-afrikai Köztársaság hivatalos lobogójaként

A Maritz által kirobbantott felkeléshez rövidesen csatlakozott Beyers, Christiaan de Wet, Jan Kemp és Bezuidenhout, akik mind régi vezetői voltak a búroknak. A búr ellenzékből Barry Hertzog angol–búr illetőségű politikust és Martinus Theunis Steynt is sikerült átállítani a búr felkelés oldalára.
A felkelők Maritz vezetésével elfoglalták Keimoes városát, ahol megalakult a de facto Dél-afrikai Köztársaság Maritz és de Wet vezetésével. De Wet az állam kikiáltásának idején több győzelmet is aratott, elfoglalta a fontos vasúti csomópontot, Heilbornt városát. A helyi búrok csatlakoztak a tábornokhoz, így de Wet katonáinak száma hamarosan 3000 főre növekedett. Beyers csapatai sikeres támadást követően Magaliesberget foglalták el. A kormány ellen felkelő búrok rövidesen 12 ezer embert tartottak fegyverben. De a válaszcsapás sem váratott sokáig magára. Louis Botha maga vezette a felkelés felszámolását. A brit és dél-afrikai csapatok jelentős számbeli fölénnyel rendelkeztek, mintegy 32 ezer embert sorakoztattak fel (melyből 20 ezer búr nemzetiségű sorkatona volt), a domínium haderejének döntő része hű maradt a fennálló kormányhoz. A gyarmati haderő végig egységesen harcolt, míg a felkelők elszórt gócokban küzdöttek, így Botha könnyen érvényesíthette számbeli fölényét.
Botha és Jan Smuts kormánytól statáriumra kapott parancsot október 14-i hatállyal, s hozzáfogtak a felkelés leverésébe. Maritz október 24-én szenvedett vereséget és német területre szorították. Beyersre október 28-án mértek vereséget a gyarmati csapatok, ezért dél felé húzódott, hogy egyesüljön Kemp erőivel, ám december 8-án a Vaal folyón történő átkelés közben vízbe fulladt. De Wet és Botha erői között ütközetre került sor, de Wet erői azonban gyorsan meghátrálásra kényszerültek. Az ekkor már töredéknyi erővel rendelkező de Wet embereinek többségét amnesztia reményében hazaküldte, majd ő maga kb. háromszáz katonával átkelt a Kalahári sivatagba, és hosszú menetelés után elérte Maritz egységeit, de egy hét elteltével visszatért Dél-Afrikába, csak azért, hogy megadja magát a gyarmati haderőnek.
A felkelést már az elejétől kezdve megpróbálták a németek is valamilyen szinten támogatni. Ezért 1915 februárjában német egységek Hermann Ritter őrnagy vezetésével betörtek a Dél-afrikai Unió területére, de február 4-én a kakamasi csatában visszavonulásra kényszerültek a Jacob Louis van Deventer vezette dél-afrikai sereg elől. Ezzel az ütközettel gyakorlatilag véget ért a felkelés, mivel a gyarmati hadsereg ekkorra már teljesen felszámolta az apróbb-nagyobb felkelő egységeket.

## A következmények
A búr fölkelés leverését és a térség pacifikálását követően a gyarmati csapatok visszatérhettek az északi frontra a németek ellen harcolni 1915 júliusában. A felkelést követő bírósági pereket is zömmel Botha intézte, aki halálos ítéleteket egyik ügyben sem hozott, helyette pénzbüntetéseket és hat, vagy hétéves börtönbüntetéseket rótt ki. Maritz Német Délnyugat-Afrikába szökött és sikeresen elkerülte a hadifogságot. De Wet hatéves börtönbüntetésre és 2000 font értékű kártérítés megfizetésére ítélték, azonban csak néhány hónapot kellett börtönben ülnie.
Ha összehasonlítjuk a búr felkelést az egy évvel később kirobbant írországi húsvéti felkeléssel, láthatjuk, hogy a britek szörnyen megtorolták utóbbit. A búrok szerencséjére vált az a tényező, hogy a gyarmati haderőt vezető Botha maga is búr volt. Az ítéleteket két év múlva a tiltakozások hatására megszüntették. Botha célja elsősorban a valódi béketeremtés volt az angolok és a búrok között.